# Giải thưởng Zbigniew Cybulski
Giải thưởng Zbigniew Cybulski (tiếng Ba Lan: Nagroda im. Zbyszka Cybulskiego) là một giải thưởng điện ảnh được trao thường niên của Ba Lan. Giải thưởng này được thành lập vào năm 1969 theo đề xuất của Wiesława Czapińska và được đặt tên để tưởng nhớ diễn viên Zbigniew Cybulski. Giải thưởng Zbigniew Cybulski được trao cho các diễn viên trẻ Ba Lan xuất sắc nhất.

## Danh sách thắng giải
- 2019 - Bartosz Bielenia
- 2017 - Dawid Ogrodnik; Giải thưởng Đặc biệt: Julia Kijowska
- 2016 - Marta Nieradkiewicz
- 2014/2015 - Agnieszka Żulewska[1]
- 2013 - Piotr Głowacki; Giải thưởng Đặc biệt: Agnieszka Grochowska[2]
- 2012 - Marcin Kowalczyk
- 2011 - Magdalena Popławska; Giải thưởng do khán giả bình chọn: Jakub Gierszał[3]
- 2010 - Mateusz Kościukiewicz; Giải thưởng do khán giả bình chọn: Wojciech Zieliński[4]
- 2009 - Eryk Lubos; Giải thưởng do khán giả bình chọn: Agata Buzek; Giải thưởng Đặc biệt: Bogusław Linda, Joanna Szczepkowska
- 2008 - Maciej Stuhr
- 2007 - Sonia Bohosiewicz; Giải thưởng do khán giả bình chọn: Marcin Brzozowski
- 2006 - Kinga Preis; Giải thưởng do khán giả bình chọn: Tomasz Kot
- 2005 - Marcin Dorociński; Giải thưởng Tạp chí Kino: Maja Ostaszewska; Giải thưởng do khán giả bình chọn: Borys Szyc
- 1995 - Dorota Segda, Marek Bukowski
- 1994 - Maria Seweryn, Rafał Olbrychski
- 1993 - Katarzyna Skrzynecka, Rafał Królikowski
- 1992 - Anna Majcher, Artur Żmijewski
- 1990 - Zbigniew Zamachowski
- 1989 - Adrianna Biedrzyńska
- 1988 - Maria Gładkowska, Piotr Siwkiewicz
- 1987 - Maria Pakulnis, Edward Żentara
- 1986 - Małgorzata Pieczyńska, Jan Jankowski
- 1985 - Marek Wysocki
- 1984 - Hanna Mikuć, Michał Juszczakiewicz
- 1983 - Laura Łącz, Piotr Bajor
- 1982 - không có giải thưởng (Thiết quân luật ở Ba Lan)
- 1981 - không có giải thưởng (Thiết quân luật ở Ba Lan)
- 1980 - Krzysztof Majchrzak
- 1979 - Marek Kondrat
- 1978 - Krystyna Janda
- 1977 - Gabriela Kownacka
- 1976 - Małgorzata Potocka
- 1975 - Maciej Góraj
- 1974 - Franciszek Trzeciak
- 1973 - Jadwiga Jankowska-Cieślak
- 1972 - Maja Komorowska
- 1971 - Olgierd Łukaszewicz
- 1970 - Marian Opania
- 1969 - Daniel Olbrychski

Nguồn: